# Antalpéter Tibor
Antalpéter Tibor (Budapest, 1930. február 4. – 2012. szeptember 15.) magyar diplomata, röplabdázó, sportvezető.

## Élete
Középiskolai tanulmányait a Budapesti Református Gimnáziumban végezte 1948-ban, majd 1954-ben a Marx Károly Közgazdaságtudományi Egyetemen szerzett oklevelet. Első munkahelyén, az Importtex Külkereskedelmi Vállalatnál üzletkötőként dolgozott 1954–1956 között, ezután pályája a külkapcsolatok felé irányult. Dolgozott a londoni kereskedelmi kirendeltségen kereskedelmi titkárként (1956–1960), majd a Külkereskedelmi Minisztériumban volt angol referens, osztályvezető, illetve főosztályvezető-helyettes (1960–1973 és 1977–1988). Közben és ezután ismét a londoni kereskedelmi kirendeltségen tevékenykedett kereskedelmi tanácsosként (1973–1977) illetve főtanácsosként (1988–1990). 1990 és 1995 között Magyarország londoni nagykövetének tisztségét töltötte be.
Külkereskedelmi Minisztériumi főosztályvezetőként nevéhez fűződik a II. világháború utáni első magyar-amerikai kereskedelmi megállapodás (1978), valamint az Európai Gazdasági Közösséggel kötött első  kereskedelmi szerződés  (1988) előkészítése, tárgyalása és parafálása.
A külügyi szolgálat végeztével tanácsadóként dolgozott a Gripen Internationalnál (1998–2008), és vezető tisztségviselőként tevékenykedett a Linamar Hungary-nál (igazgatósági tag, 2001–2011) valamint a Danubius Hotels Groupnál (felügyelő bizottság elnöke, 2011–2012).

## Sportpályafutása
1948-tól 1960-ig a Csepel SC játékosa volt. Az 1949-es férfi röplabda-világbajnokságon 7. helyezést ért el. 1950-ben bronzérmes lett a szófiai Európa-bajnokságon. Az 1952-es férfi röplabda-világbajnokságon 5. helyezett volt. 1954-ben a főiskolás vb-n végzett a harmadik helyen. Az 1956-os férfi röplabda-világbajnokságon vb 8. lett. 1947 és 1956 között 87-szeres (más források szerint 64) magyar röplabda válogatott. Tagja volt az első magyar röplabda-válogatottnak. Hétszeres magyar bajnok.
1960-tól 1969-ig a Csepel SC felnőtt csapatának volt az edzője, amellyel kétszer ért el bajnoki első helyezést.
1966-tól a Magyar Röplabda Szövetség elnökségi tagja. 1966-tól 1970-ig az edzőbizottság vezetője. 1970-től 1973-ig a szövetség alelnöke, 1981-től 1986-ig elnöke. A Magyar Olimpiai Bizottság tagja (1980-86).

## Díjai, elismerései
- A Magyar Népköztársaság kiváló sportolója (1951)[4]
- A Magyar Népköztársaság Érdemes Sportolója (1954)[5]
- Munka Érdemrend bronz fokozat (1966)
- MNK Sportérdemérem ezüst fokozat (1973)
- Munka Érdemrend arany fokozat (1979)
- A Magyar Köztársasági Érdemrend középkeresztje (1995)

### Külföldi kitüntetések
- Finn Oroszlánrend I. fokozat (1969)
- Tengerész Henrik Érdemrend parancsnoki fokozat (Portugália) (1979)
- Osztrák Érdemrend ezüst fokozat (1983)